# Bắc Kạn (provins)
Bắc Kạn är en provins i Trung du và miền núi phía Bắc med 303 100 invånare (2013). Dess huvudstad är Bắc Kạn.